# Diadegma variegatum
Diadegma variegatum là một loài tò vò trong họ Ichneumonidae.